# Gintautė Žemaitytė
Gintautė Žemaitytė (*   1973 in Vilnius) ist eine litauische Kunstpädagogin und Politikerin.

## Leben
Nach dem Abitur an der Mittelschule  absolvierte sie das Bachelorstudium und 1998 das Masterstudium der Literaturtheorie an der Vilniaus universitetas (VU).  2007 promovierte sie an der Vilniaus dailės akademija in Kunstwissenschaft zum Thema Werbung (lit. „Gyvenimo būdo reklamos estetika: vaizdinis ir žodinis tekstas“). Ihre Betreuerin war Lolita Jablonskienė. Ab 2007 lehrte sie den  Magistranten Visuelle Semiotik, Plastische Semiotik, Werbungsanalyse an der VDA und VU. Ab 2012 arbeitet sie am Institut der VDA.
Von 2004 bis 2006 war sie Chefredakteur im Verlag „Baltos lankos“ und von 2009 bis 2010 leitete VšĮ „Lietuviškos knygos“ als Direktorin. Sie war Vizekulturministerin im Kabinett Skvernelis. 